# Elias Baum
Elias Baum (Francoforte sul Meno, 26 ottobre 2005) è un calciatore tedesco, difensore dell'Elversberg, in prestito dall'Eintracht Francoforte.

## Carriera

### Club
Baum è cresciuto nel settore giovanile dell'Eintracht Francoforte, con cui ha firmato il suo primo contratto professionistico il 26 ottobre 2023. Ha esordito in prima squadra il 16 novembre nell'incontro della fase a gironi di UEFA Europa Conference League vinto 1-0 contro l'HJK.

### Nazionale
Ha giocato nelle nazionali giovanili tedesche Under-17, Under-18, Under-19 ed Under-20.

## Statistiche

### Presenze e reti nei club
Statistiche aggiornate al 25 febbraio 2024.
| Stagione        | Squadra                  | Campionato      | Campionato | Campionato | Coppe nazionali | Coppe nazionali | Coppe nazionali | Coppe continentali | Coppe continentali | Coppe continentali | Altre coppe | Altre coppe | Altre coppe | Totale | Totale | Totale |
| Stagione        | Squadra                  | Comp            | Pres       | Reti       | Comp            | Pres            | Reti            | Comp               | Pres               | Reti               | Comp        | Pres        | Reti        | Pres   | Reti   |        |
| --------------- | ------------------------ | --------------- | ---------- | ---------- | --------------- | --------------- | --------------- | ------------------ | ------------------ | ------------------ | ----------- | ----------- | ----------- | ------ | ------ | ------ |
| 2023-2024       | Eintracht Francoforte II | RL              | 14         | 0          |                 | -               | -               |                    | -                  | -                  |             | -           | -           | 14     | 0      |        |
| 2023-2024       | Eintracht Francoforte    | BL              | 4          | 0          | CG              | 0               | 0               | UECL               | 2                  | 0                  |             | -           | -           | 6      | 0      |        |
| Totale carriera | Totale carriera          | Totale carriera | 18         | 0          |                 | 0               | 0               |                    | 2                  | 0                  |             | -           | -           | 20     | 0      |        |